# Peter Mihelich
Peter Mihelich (eigentlich Peter Mihelič, * 26. Februar 1968 in Ljubljana) ist ein slowenischer Jazzpianist, der vorwiegend in den Vereinigten Staaten arbeitet.

## Leben und Wirken
Mihelichs Eltern waren beide Pianisten; als Kind lernte das Klavierspiel und erhielt eine klassische Musikausbildung. Mit 17 Jahren zog er nach Graz, um an der dortigen Hochschule für Musik und Darstellende Kunst zu studieren.  Erste Aufnahmen entstanden 1988 mit Karlheinz Miklin und der Sängerin Sheila Jordan (Looking Back), mit der er seitdem regelmäßig zusammenarbeitete. 1990 trat er mit Mark Murphy in Wien auf (Bop for Miles, 1994). Mitte der 1990er-Jahre arbeitete er mit Stjepko Gut (Sketches of Balkan 1995), Maximilian Geller, Wade Mikkola und dem Quartett von Dusko Goykovich und Gianni Basso. Goykovichs Bigband gehörte er auch an; mit ihm tourte er 1997 in Japan. 1998 trat er mit Alvin Queen und der Stjepko Gut Big Band in Belgrad auf.
1990 zog er nach New York City und arbeitete seitdem in der Jazzszene u. a. mit Clark Terry, Jimmy Cobb, Annie Ross, ab 1998 als Begleitmusiker von Jon Hendricks. Ende der 2000er-Jahre war er Mitglied der Band des Schlagzeugers Gasper Bertoncelj (Caution! Hard Hat Area!, 2008, u. a. mit Jeremy Pelt und Vincent Herring). Im Bereich des Jazz war er zwischen 1988 und 2011 an 18 Aufnahmesessions beteiligt, 2004 etwa mit der Sängerin Susan Tobocman (Watercolor Dream, u. a. mit Jim Rotondi und Steve Davis).